# ルベーグの分解定理
数学の測度論の分野における ルベーグの分解定理（ルベーグのぶんかいていり、英: Lebesgue's decomposition theorem）とは、ある可測空間 {\displaystyle (\Omega ,\Sigma )} 上のすべての二つのσ-有限な符号付測度 {\displaystyle \mu } および {\displaystyle \nu } に対して、次を満たすような二つの σ-有限な符号付測度 {\displaystyle \nu _{0}} および {\displaystyle \nu _{1}} が存在することを述べた定理である。
- {\displaystyle \nu =\nu _{0}+\nu _{1}\,}
- {\displaystyle \nu _{0}\ll \mu }（すなわち、{\displaystyle \nu _{0}} は {\displaystyle \mu } に関して絶対連続）
- {\displaystyle \nu _{1}\perp \mu }（すなわち、{\displaystyle \nu _{1}} と {\displaystyle \mu } は特異的）

これら二つの測度は、{\displaystyle \mu } および {\displaystyle \nu } によって一意的に定められる。

## 改良
ルベーグの分解定理を改良する方法は多く存在する。
はじめに、実数直線上のある正則なボレル測度の特異部の分解は、次のように改良できる。
{\displaystyle \,\nu =\nu _{\mathrm {cont} }+\nu _{\mathrm {sing} }+\nu _{\mathrm {pp} }}
但し
- νcont は絶対連続（absolutely continuous）な部分
- νsing は特異連続（singular continuous）な部分
- νpp は純点（pure point）の部分（離散測度）

つづいて、絶対連続測度はラドン＝ニコディムの定理によって分類され、離散測度は簡単に理解することが出来る。したがって（特異連続測度はさておき）ルベーグの分解は測度の非常に明解な記述を提供するものとなる。カントール測度（実数直線上の確率測度で累積分布関数がカントール関数であるようなもの）は特異連続測度の一例である。

## 関連する概念

### レヴィ＝伊藤分解
確率過程に対する同様な分解に、次のようなレヴィ＝伊藤分解がある。あるレヴィ過程 X が与えられたとき、それは次のような三つの独立なレヴィ過程の和 {\displaystyle X=X^{(1)}+X^{(2)}+X^{(3)}} に分解される。
- {\displaystyle X^{(1)}} はドリフトを伴うブラウン運動で、絶対連続な部分に対応する；
- {\displaystyle X^{(2)}} は複合ポアソン過程（英語版）で、純点の部分に対応する；
- {\displaystyle X^{(3)}} は自乗可積分な pure-jump マルチンゲールで、有限区間においてほとんど確実に可算個の jumps を持つようなものであり、特異連続な部分に対応する。

## 引用
1. ↑  (Halmos 1974, Section 32, Theorem C)
2. ↑  (Hewitt & Stromberg 1965, Chapter V, § 19, (19.42) Lebesque Decomposition Theorem)
3. ↑  (Rudin 1974, Section 6.9, The Theorem of Lebesgue-Radon-Nikodym)
4. ↑  (Hewitt & Stromberg 1965, Chapter V, § 19, (19.61) Theorem)